# Гондал (княжество)

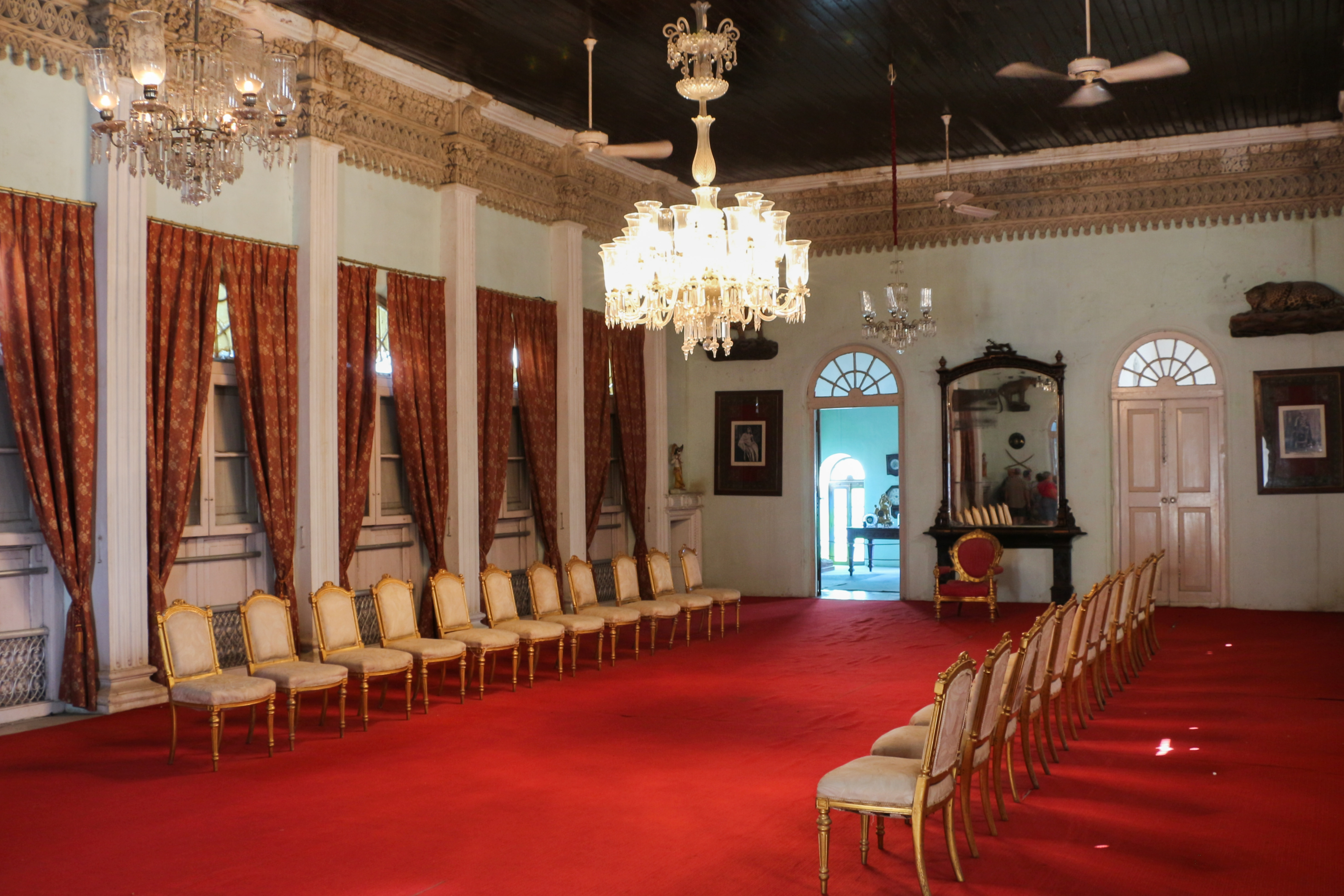
Интерьер дворца Наулаха

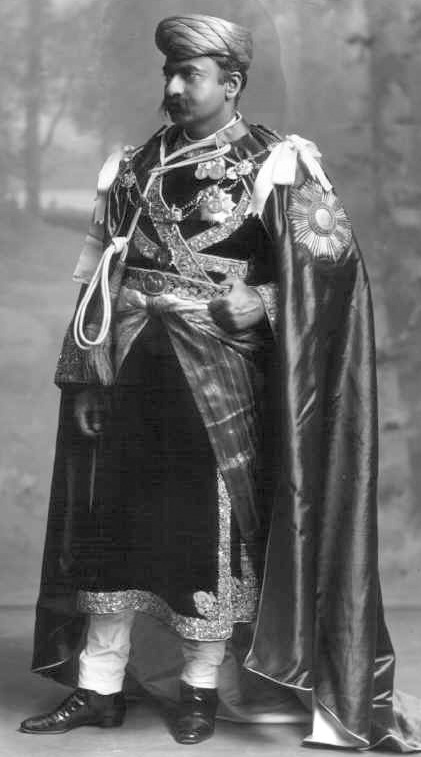
Махараджа Бхагвацимхджи Саграмсимхджи (1865—1944)

Княжество Гондал (гудж. ગોંડલ રજવાડું) — туземное княжество Британской Индии. Входило в состав княжеских государств Агентства Катхиявар Бомбейского президентства. Столицей государства был город Гондал.

## История
Государство Гондал было основано в 1634 году Тхакуром Шри Кумбходжи I Мераманджи, который получил Ардой и другие деревни от своего отца Мераманджи.
С его четвертым потомком Кумбходжи княжество Гондал расширилось, приобретя парганы Дхораджи, Уплета, Сарай и Патанвав. Последний правитель княжества Гондал, махараджа Бходжраджи Бхагвацимхджи, подписал документ о присоединении к Индийскому союзу 15 февраля 1948 года.

## Правители княжества
Правителями Гондала были Тхакуры из раджпутской династии Джадеджа, которые имели право на 11-пушечный салют. Они носили титул «Тхакур Сахиб» с 1866 года и далее.

### Тхакуры
| Правление | Имя |
| --------- | --- |
| 1634-1648 | Кумбходжи I Мераманджи (1618—1648), младший сын Мераманджи I Вибходжи, тхакура из Раджкота                    |
| 1648-1713 | Саграмджи I Кумбходжи (1634—1713), старший сын предыдущего                                                    |
| 1713-1752 | Халоджи Саграмджи (1676—1752), старший сын предыдущего                                                        |
| 1752-1789 | Кумбходжи II Халоджи (1712—1789), старший сын предыдущего                                                     |
| 1789-1791 | Мулуджи Саграмджи (Малубхаи Сахиб) (1754—1791), старший сын Саграмджи Кумбходжи (1731—1779), внук предыдущего |
| 1791-1800 | Даджибхай Мулуджи (1775—1800), младший сын предыдущего                                                        |
| 1800-1812 | Деваджи Саграмджи (Девабхай Сахиб) (1769—1812), второй сын Саграмджи Кумбходжи (1731—1779), дядя предыдущего  |
| 1812-1814 | Натуджи Деваджи (Натубхаи Сахиб) (? — 1814), старший сын предыдущего                                          |
| 1814-1821 | Кануджи Деваджи (? — 1821), младший брат предыдущего                                                          |
| 1821-1841 | Чандрасимхджи Деваджи (Мотибхаи Сахиб) (1797—1841), младший брат предыдущего                                  |
| 1841-1851 | Бханабхаи Деваджи (? — 1851), младший брат предыдущего                                                        |
| 1851-1866 | Саграмджи II Деваджи (Саграмджи Бханабхай) (24 февраля 1823 — 14 декабря 1869), старший сын предыдущего       |

#### Тхакуры Сахибы
| Правление                       | Имя |
| ------------------------------- | --- |
| 1866 — 14 декабря 1869          | Саграмджи II Деваджи (Саграмджи Бханабхай) (24 февраля 1823 — 14 декабря 1869), старший сын Бханабхаи Деваджи                                                                                                 |
| 14 декабря 1869 — 10 марта 1944 | Бхагвацимхджи Саграмсимхджи (24 октября 1865 — 10 марта 1944), младший (третий) сын предыдущего. С 15 февраля 1887 года — сэр Бхагвацимхджи Саграмсимхджи. 1 января 1888 года получил личный титул махараджи. |
| 10 марта 1944 — 15 августа 1947 | Бходжраджжи Бхагватсингхджи (8 января 1883 — 31 июня 1952), старший сын предыдущего (носил личный титул махараджи)                                                                                            |

## Титулярные махараджи
- 15 августа 1947 — 31 июня 1952: Бходжраджжи Бхагватсингхджи (8 января 1883 — 31 июня 1952), старший сын Бхагвацимхджи Саграмсимхджи
- 31 июня 1952 — 22 августа 1969: Викрамсинхджи Сахиб (13 октября 1914 — 22 августа 1969), старший сын предыдущего
- 22 августа 1969 — настоящее время: Джйотендрасинджи Сахиб (род. 26 мая 1940), старший сын предыдущего